# Millennium (Romanreihe)
Millennium ist der Titel einer weltweit erfolgreichen Reihe von Kriminalromanen, die ursprünglich von dem schwedischen Schriftsteller Stieg Larsson erdacht und überwiegend nach dessen Tod veröffentlicht wurden, und der Überbegriff für deren filmische und literarische Adaptionen. Die Romane und ihre Adaptionen stellen bedeutende Vertreter des Genres Nordic Noir dar. Zentrale Figuren sind der Enthüllungsjournalist Michael Blomkvist, der als Redakteur für die fiktive, titelgebende Zeitschrift Millennium arbeitet, und die introvertierte junge Hackerin Lisbeth Salander, die oft in einem Punk-Outfit auftritt. Blomkvist und Salander kooperieren bei der Aufklärung von Morden und anderen Gewaltverbrechen, dabei geht es auch um familiäre Abgründe und Salanders traumatische Kindheit, um Vergewaltigung und Misogynie, um Faschismus, Korruption und die Verstrickung von Politikern in Verbrechen.
Die Romanreihe besteht aus zwei Trilogien, eine dritte wurde im November 2022 begonnen. Die erste davon wurde von Larsson verfasst und erschien ab 2004, ebenso wie wenig später ihre Verfilmung, als Millennium-Trilogie. Mit über 80 Millionen verkauften Exemplaren wurde die Trilogie zur erfolgreichsten Krimireihe der Welt. Die zweite Romantrilogie wurde von Larssons Landsmann David Lagercrantz, beruhend auf Larssons Entwürfen, verfasst und erschien beginnend 2015. Die dritte wird von Karin Smirnoff verfasst, das erste Buch erschien 2022. Angelegt hatte Larsson die Reihe einst auf zehn Romane.
International und auch mit deutscher Beteiligung koproduziert, wurden die ersten vier Romane fürs Kino verfilmt, der erste Roman sogar zweimal.

## Romane
Die Romane erschienen als Druckwerke auf Schwedisch im Verlag Norstedts und auf Deutsch im Heyne Verlag. Als Hörbücher, so auch zum Download bei Audible, existieren von der deutschen Übersetzung beider Trilogien zwei Ausgaben: Eine Ausgabe wurde von Dietmar Bär gesprochen und erschien bei Random House Audio, die andere Ausgabe wurde von Dietmar Wunder gesprochen und erschien bei Schall und Wahn (erste Trilogie) bzw. Random House Audio (zweite Trilogie).

### Erste Trilogie
Diese Romane wurden von Stieg Larsson verfasst und als Millennium-Trilogie vermarktet. Der erste von ihnen erschien in Schweden kurz bevor Larsson am 9. November 2004 verstarb.
|   | Schwedische Veröffentlichung | Schwedische Veröffentlichung | Schwedische Veröffentlichung           | Deutsche Veröffentlichung | Deutsche Veröffentlichung | Englische Veröffentlichung            | Englische Veröffentlichung |
| # | Titel                        | Jahr                         | Deutsche Übersetzung des Titels        | Titel                     | Jahr                      | Titel                                 | Jahr                       |
| - | ---------------------------- | ---------------------------- | -------------------------------------- | ------------------------- | ------------------------- | ------------------------------------- | -------------------------- |
| 1 | Män som hatar kvinnor        | 2004                         | Männer, die Frauen hassen              | Verblendung               | 2006                      | The Girl with the Dragon Tattoo       | 2005                       |
| 2 | Flickan som lekte med elden  | 2006                         | Das Mädchen, das mit dem Feuer spielte | Verdammnis                | 2007                      | The Girl Who Played with Fire         | 2006                       |
| 3 | Luftslottet som sprängdes    | 2007                         | Das Luftschloss, das gesprengt wurde   | Vergebung                 | 2008                      | The Girl Who Kicked the Hornet’s Nest | 2007                       |

### Zweite Trilogie
Diese Romane wurden von David Lagercrantz verfasst und – zumindest auf Deutsch – mit dem Zusatz nach Stieg Larsson als Teile 4, 5 und 6 der Millennium-Reihe vermarktet. Dem Erscheinen der Trilogie war ein Rechtsstreit zwischen Larssons langjähriger Lebensgefährtin Eva Gabrielsson und Larssons Familie um das Recht an Larssons Erbe vorausgegangen.
|   | Schwedische Veröffentlichung | Schwedische Veröffentlichung | Schwedische Veröffentlichung         | Deutsche Veröffentlichung | Deutsche Veröffentlichung | Englische Veröffentlichung           | Englische Veröffentlichung |
| # | Titel                        | Jahr                         | Deutsche Übersetzung des Titels      | Titel                     | Jahr                      | Titel                                | Jahr                       |
| - | ---------------------------- | ---------------------------- | ------------------------------------ | ------------------------- | ------------------------- | ------------------------------------ | -------------------------- |
| 1 | Det som inte dödar oss       | 2015                         | Was uns nicht umbringt               | Verschwörung              | 2015                      | The Girl in the Spider’s Web         | 2015                       |
| 2 | Mannen som sökte sin skugga  | 2017                         | Der Mann, der seinen Schatten suchte | Verfolgung                | 2017                      | The Girl Who Takes an Eye for an Eye | 2017                       |
| 3 | Hon som måste dö             | 2019                         | Sie, die sterben muss                | Vernichtung               | 2019                      | The Girl Who Lived Twice             | 2019                       |

### Dritte Trilogie
Karin Smirnoff eröffnete am 4. November 2022 mit „Havsörnens Skrik“ einen 3. Zyklus, welcher wieder auf 3 Romane ausgelegt ist. Die englische Übersetzung erschien im August 2023.
|   | Schwedische Veröffentlichung | Schwedische Veröffentlichung | Schwedische Veröffentlichung    | Deutsche Veröffentlichung | Deutsche Veröffentlichung | Englische Veröffentlichung     | Englische Veröffentlichung |
| # | Titel                        | Jahr                         | Deutsche Übersetzung des Titels | Titel                     | Jahr                      | Titel                          | Jahr                       |
| - | ---------------------------- | ---------------------------- | ------------------------------- | ------------------------- | ------------------------- | ------------------------------ | -------------------------- |
| 1 | Havsörnens Skrik             | 2022                         | Der Schrei des Seeadlers        | Verderben                 | 2023                      | The Girl in the Eagle’s Talons | 2023                       |
| 2 | Lokattens Klor               | 2024                         | Die Klaue des Luchses           | Vergeltung                | 2024                      | The Girl with Ice in her Veins | 2024                       |
| 3 | TBA                          | TBA                          | TBA                             | TBA                       | TBA                       | TBA                            | TBA                        |

## Rezeption
Die Romane der ersten Trilogie wurden die meistverkauften in Schwedens Geschichte und standen über 133 Wochen in den obersten Rängen der Bestseller-Liste der New York Times. Wegen des damit und mit den filmischen Adaptionen zum Ausdruck kommenden Erfolges wurde die Trilogie auch als ein popkulturelles Phänomen eingestuft. Als Grund für die Popularität und den Erfolg der Romanreihe, aber auch ihrer Verfilmungen, machten etliche Rezipienten die Figur Lisbeth Salander aus. Diese wurde zum Beispiel als kleine, physisch und sexuell vergewaltigte, sozial dysfunktionale, mit Tätowierungen bedeckte, puppenähnliche Frau beschrieben und als „die heißeste Figur der Weltliteratur“ hervorgehoben. Auch in wissenschaftlichen Beiträgen wurde Salander als zeitgemäße Heldin charakterisiert und als solche mit der Gottheit Thor aus der nordischen Mythologie verglichen, die den archetypischen Helden repräsentiere, sowie mit Pippi Langstrumpf, der sie hinsichtlich Stärke, Unberechenbarkeit und Haarfarbe ähnele.
Der ersten Romantrilogie wurde zugeschrieben, zwei andere, ebenfalls zu Bestsellern gewordene und teilweise verfilmte Romantrilogien beeinflusst zu haben, die von spanischen Autorinnen stammen. Dabei handelt es sich um die 2012 bis 2014 erstveröffentlichte Baztan-Trilogie von Dolores Redondo und um die von 2016 bis 2018 erstmals erschienene Trilogie der weißen Stadt von Eva García Sáenz. Der Autor Salvador Oropesa nannte als einige der auffälligsten Gemeinsamkeiten, dass es in allen drei Trilogien eine Frau als Protagonistin gibt; dass sie alle Misogynie thematisieren; und dass es darin um die Repräsentation einer komplexen, demokratischen Gesellschaft geht, in der verschiedenartige Kräfte in Konflikt zueinander stünden, zu denen unter anderem die Geister von Kommunismus und Faschismus gehörten, die verheerenden Auswirkungen von Patriarchaten, die Erosion des Wohlfahrtsstaates, Neoliberalismus, im Fluss befindliche Sexualität und um das Verhältnis von Traditionalismus und Moderne.

## Verfilmungen

### Verfilmung der ersten Trilogie 2009
Die erste Romantrilogie wurde unter denselben Titeln und mit Schauspielern und Filmstab hauptsächlich aus Schweden für Kino und Fernsehen verfilmt. Hauptdarsteller sind Michael Nyqvist als Mikael Blomkvist und Noomi Rapace als Lisbeth Salander. Mit einem Einspielergebnis von 100 Millionen US$ wurde der erste Film Verblendung zu dem europäischen Kinofilm, der 2009 die höchsten Einnahmen verzeichnete.

#### Kinofilme
| Nr. | Jahr | Dt. Titel   | Regie             | Drehbuch                          | Länge    |
| --- | ---- | ----------- | ----------------- | --------------------------------- | -------- |
| 1   | 2009 | Verblendung | Niels Arden Oplev | Rasmus Heisterberg, Nicolaj Arcel | 153 Min. |
| 2   | 2009 | Verdammnis  | Daniel Alfredson  | Jonas Frykberg                    | 129 Min. |
| 3   | 2009 | Vergebung   | Daniel Alfredson  | Ulf Rydberg                       | 147 Min. |

#### Fernsehfilme
Nachdem die Verfilmungen als Kinofilme erschienen waren, veröffentlichte man sie auch als erweiterte, 6-teilige Filmreihe im Fernsehen. Die Fassung wurde auch als Extended Cut und Director’s Cut vermarktet und besteht je Roman aus zwei 90-minütigen Filmen.
|      |             | Erstausstrahlung SVT 1 | Erstausstrahlung SVT 1 | Erstausstrahlung ZDF | Erstausstrahlung ZDF |
| Nr.  | Dt. Titel   | Teil 1                 | Teil 2                 | Teil 1               | Teil 2               |
| ---- | ----------- | ---------------------- | ---------------------- | -------------------- | -------------------- |
| 1, 2 | Verblendung | 20. März 2010          | 27. März 2010          | 23. Jan. 2011        | 30. Jan. 2011        |
| 3, 4 | Verdammnis  | 3. Apr. 2010           | 10. Apr. 2010          | 6. Feb. 2011         | 13. Feb. 2011        |
| 5, 6 | Vergebung   | 17. Apr. 2010          | 24. Apr. 2010          | 20. Feb. 2011        | 27. Feb. 2011        |

### Andere Kinofilme
Es entstanden weitere Verfilmungen, so auch mit Hollywood-Beteiligung. David Fincher verfilmte den ersten Roman Verblendung mit Daniel Craig und Rooney Mara in den Titelrollen, für den Schnitt gab es einen Oscar. Fede Álvarez adaptierte den ersten Roman der zweiten Trilogie fürs Kino, hier spielte Claire Foy die Rolle der Lisbeth Salander.
|              |                                 |               |                                | Kinostart | Kinostart |                                   |
| Dt. Titel    | Engl. Originaltitel             | Regie         | Drehbuch                       | USA       | Dtl.      | Adaptierter Roman                 |
| ------------ | ------------------------------- | ------------- | ------------------------------ | --------- | --------- | --------------------------------- |
| Verblendung  | The Girl with the Dragon Tattoo | David Fincher | Steven Zaillian                | Dez. 2011 | Jan. 2012 | Erster Roman der ersten Trilogie  |
| Verschwörung | The Girl in the Spider’s Web    | Fede Álvarez  | J. Basu, F. Alvarez, S. Knight | Nov. 2018 | Nov. 2018 | Erster Roman der zweiten Trilogie |

### Geplante Fernsehserie
2020 wurden Planungen von Amazon MGM Studios bekannt, die Figur Lisbeth Salander für eine Fernsehserie für Prime Video zu adaptieren. 2023 wurde Veena Sud als Showrunnerin der Serie bestätigt.

## Adaptionen als Graphic Novels
Die erste Romantrilogie wurde schon zweimal als Graphic-Novel-Reihe adaptiert. Die erste Reihe, verfasst von Denise Mina, erschien von 2012 bis 2014 auf Englisch bei DC Comics (unter dem Reihentitel Stieg Larsson’s The Girl With The Dragon Tattoo) und ab 2013 auf Deutsch bei Panini. Die zweite Graphic-Novel-Reihe wurde von Sylvain Runberg verfasst und erschien Deutsch übersetzt ab 2013 im Verlag Splitter.

## Parodie
Unter dem Titel The Girl with the Sturgeon Tattoo: A Parody erschien, verfasst von dem Autor Lars Arffssen, 2011 eine Parodie auf die erste Trilogie. Darin heißen die Hauptfiguren Mikael Blomberg und Lizzy Salamander.